# Teologia da libertação

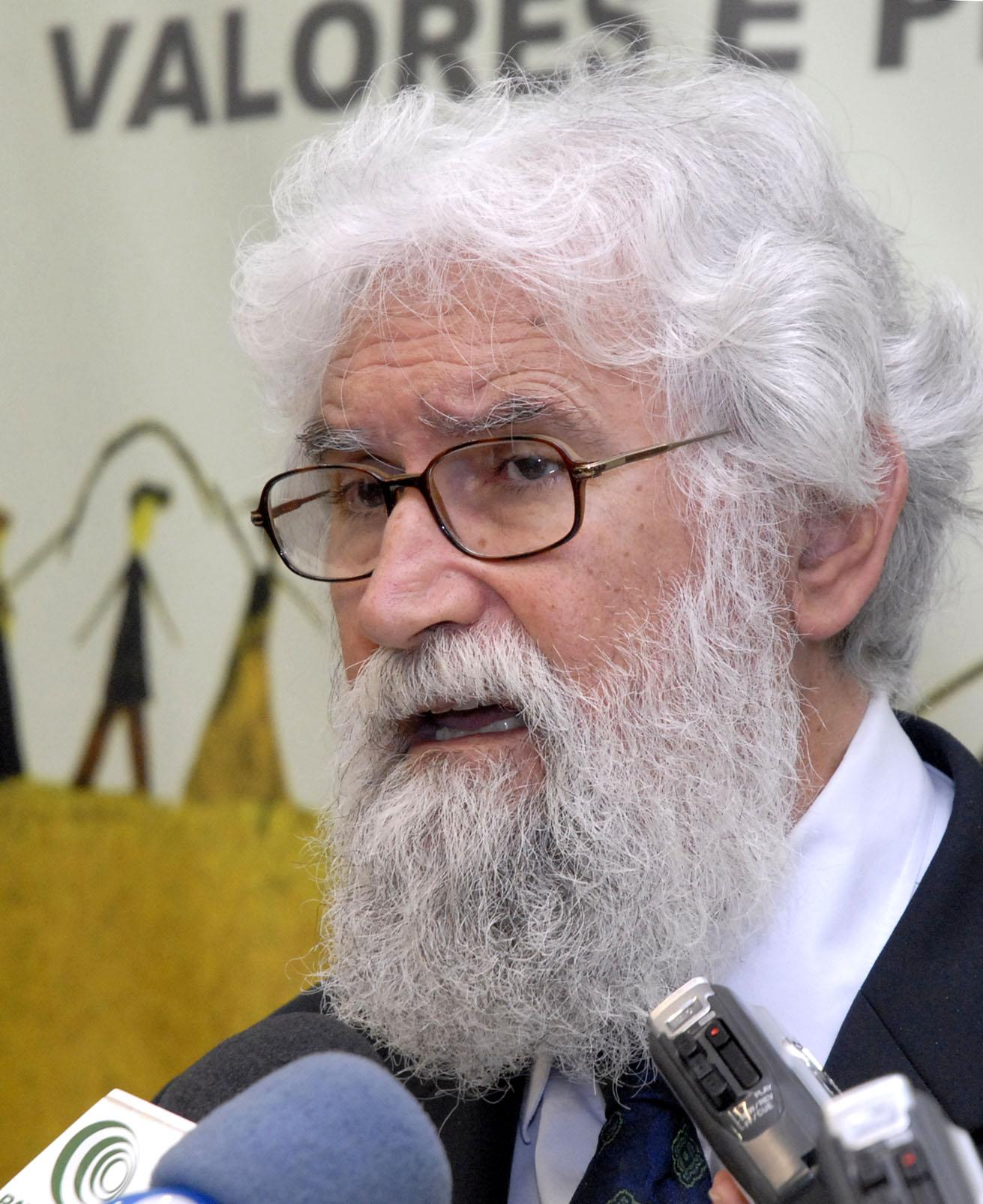
Leonardo Boff, um dos expoentes da teologia da libertação no Brasil

Teologia da Libertação é uma abordagem teológica cristã que enfatiza a libertação dos oprimidos. Em certos contextos, envolve análises socioeconômicas, com "preocupação social com os pobres e a libertação política dos povos oprimidos".
A teologia da libertação é mais conhecida no contexto da América Latina, especialmente dentro do catolicismo na década de 1960 após o Concílio Vaticano II, onde se tornou a práxis política de teólogos como Gustavo Gutiérrez, Leonardo Boff, e Jesuítas Juan Luis Segundo e Jon Sobrino, que popularizaram a frase "opção preferencial pelos pobres". Esta expressão foi usada primeiramente pelo jesuíta Pe. General Pedro Arrupe em 1968 e logo após o Sínodo Mundial dos Bispos Católicos em 1971 escolheu como tema "Justiça no Mundo".
O contexto latino-americano também produziu defensores  protestantes da teologia da libertação, como Rubem Alves e José Míguez Bonino.
É considerada como um movimento supradenominacional, suprapartidário e inclusivista de teologia política, que engloba várias correntes de pensamento que interpretam os ensinamentos de Jesus Cristo em termos de uma libertação de injustas condições econômicas, políticas ou sociais. Ela foi descrita pelos seus proponentes como uma reinterpretação analítica e antropológica da fé cristã, em vista dos problemas sociais, mas seus oponentes a descrevem como um marxismo, relativismo e materialismo cristianizado.
A maior parte dos teólogos da libertação é favorável ao ecumenismo e à inculturação da fé. Embora o movimento tenha raízes anteriores, costuma-se dizer que seu marco inicial ocorreu em 1971, quando o padre peruano Gustavo Gutiérrez publicou um livro denominado A Teologia da libertação. O movimento nunca foi totalmente censurado pelo Vaticano, mas sofreu questionamentos quanto a algumas aproximações suas com o marxismo durante o pontificado de João Paulo II, que incumbiu o então prefeito da Congregação para a Doutrina da Fé, cardeal Joseph Ratzinger (futuro papa Bento XVI), de realizar tais advertências. Atualmente, durante o pontificado de Francisco, existe o entendimento de que a igreja demonstra uma posição reconciliadora, ainda que o pontífice já tenha refutado ligações com a teologia da libertação de Leonardo Boff e jamais tenha apoiado os postulados de Gustavo Gutiérrez. Outros expoentes são Frei Betto do Brasil, Jon Sobrino de El Salvador, Leonidas Proaño do Equador e Juan Luis Segundo do Uruguai.
A influência da teologia da libertação diminuiu após seus formuladores serem condenados pela Congregação para a Doutrina da Fé (CDF) em 1984 e 1986. A Santa Sé condenou os principais fundamentos da teologia da libertação, como a ênfase exclusiva no pecado institucionalizado, coletivo ou sistêmico, excluindo os pecados individuais, a eliminação da transcendência religiosa, a desvalorização do magistério, e o incentivo à luta de classes. A teologia da libertação também sofreu um forte declínio, desde os anos 90, devido ao envelhecimento de suas lideranças e a falta de participação das novas gerações nesse movimento.

## Princípios
O documento Libertatis nuntius da Santa Sé de 1984 assinado pelo então Cardeal Ratzinger (Prefeito da Congregação para Doutrina da Fé) sobre a Teologia da Libertação aponta como motivações da Teologia da Libertação:
- A impaciência e o desejo de ser eficazes de alguns cristãos que, perdida a confiança em qualquer outro método, voltaram-se para a análise marxista.
- Pensavam que uma situação intolerável exige uma ação eficaz que não pode mais ser adiada. Uma ação eficaz supõe uma análise científica das causas estruturais da miséria. O marxismo seria o instrumental para semelhante análise. Bastaria aplicá-lo à situação da América Latina.
- Uma concepção totalizante impõe a sua lógica e leva as teologias da libertação a aceitar um conjunto de posições incompatíveis com a visão cristã do homem. Com efeito, o núcleo ideológico, tomado do marxismo e, que serve de ponto de referência, exerce a função de princípio determinante.

Segundo o Pe. Alfredo J. Gonçalves, o nascimento e o desenvolvimento da Teologia da Libertação na América Latina e no Caribe se deve basicamente a três fatores:
1. Situação política, econômica e social do continente: A Teologia da Libertação foi gestada durante os regimes antipopulares que governavam países do continente.
2. O desenvolvimento do marxismo como instrumento de análise social: as ciências sociais, entre elas a análise marxista eram utilizados para compreender a origem das contradições da sociedade, embora, segundo Gonçalves, o marxismo não fosse utilizado como ferramenta para construção do projeto social alternativo.
3. Mudanças no âmbito da Igreja Católica. Do ponto de vista católico, algumas mudanças na Igreja possibilitaram o surgimento da Teologia da Libertação:
  1. A experiência da Ação Católica e seu método VER-JULGAR-AGIR. Esta pedagogia ajudou na busca de uma compreensão crítica da realidade e impulsionou uma ação transformadora.
  2. A realização do Concílio Vaticano II, entre 1962-1965 e a busca de diálogo da Igreja com o mundo moderno.
  3. A Segunda Conferência Geral do Episcopado Latino-Americano, em Medellín, Colômbia, ocorrida na vigência dos regimes militares.
  4. O enfrentamento dos regimes militares por parte dos bispos, quer através das conferências episcopais nacionais, quer por bispos isolados, como Dom Hélder Câmara, Dom Pedro Casaldáliga, Dom Paulo Evaristo Arns, Dom Oscar Romero, entre outros.

As mudanças ocorridas na sociedade desde então apresentam novos desafios da contemporaneidade, como o neoliberalismo econômico e a exclusão social, a globalização, o pluralismo cultural e religioso, a crise das igrejas cristãs históricas ante o fenômeno da pós-modernidade.
Uma das instituições na América Latina que se dedicou a apologia da Teologia da Libertação é a "Unisinos", instituição de ensino superior jesuíta do Rio Grande do Sul, que no final de 2011 promoveu o "Congresso Continental de Teologia", que reuniu muitas antigos proponentes da teologia da libertação, para fundir seus princípios com os documentos do Concílio Vaticano II, que completou 50 anos em 2011. Essa visão entra em choque com a interpretação que a Santa Sé e os Papas, responsáveis pelas próprias publicações dos documentos conciliares, e de sua interpretação desde então, esta foi reconfirmada no Sínodo em Roma no mesmo ano.
Segundo Gustavo Gutiérrez:
| “ | (...) o que aqui entendemos como teologia da libertação supõe uma relação direta e precisa com a práxis histórica. E essa práxis histórica é uma práxis libertadora. É uma identificação com os homens, com as raças, com as classes sociais que sofrem a miséria e a exploração, identificação com seus interesses e com suas lutas. É uma inserção no processo político revolucionário, para, a partir daí, viver e anunciar o amor gratuito e libertador de Cristo. Amor que vai até a própria raiz da exploração e da injustiça: a ruptura da amizade com Deus e com os homens. Amor que permite aos homens reconhecerem-se filhos do Pai e irmãos entre si. | ” |

## Surgimento

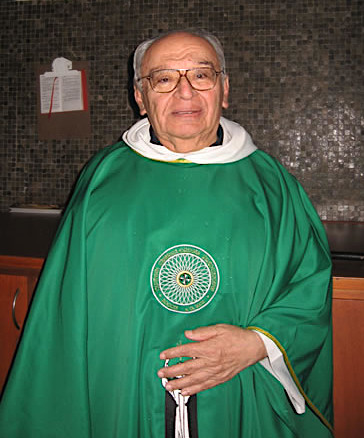
O teólogo peruano Gustavo Gutiérrez é considerado um dos fundadores da teologia da libertação

A Teologia da libertação nasceu da influência de três frentes de pensamento, o Evangelho social das igrejas norte-americanas, trazido ao Brasil pelo missionário e teólogo presbiteriano Richard Shaull; a Teologia da Esperança, do teólogo reformado Jürgen Moltmann; e a teologia antropo-política que tinha como seus grandes expoentes o teólogo católico Johann Baptist Metz, na Europa, e o teólogo batista Harvey Cox, nos Estados Unidos.
Especialmente a publicação em 1965, pelo teólogo batista Harvey Cox, A Cidade Secular, como contraposição à obra clássica de Santo Agostinho, De Civitate Dei, na qual defende que a divisão entre a cidade dos homens (o mundo terreno) e a cidade de Deus (o mundo espiritual), segundo ele a partir do século XX essa visão encontra-se superada pela contraposição entre a cidade dos operários oprimidos (o mundo proletário), a cidade dos donos do poder (o mundo geopolítico) e a cidade dos capatazes opressores (o mundo burguês).
O marco do nascedouro da Teologia da libertação porém, está na publicação da obra Uma teologia da esperança humana, de Rubem Alves, cujo título original era Em direção a uma Teologia da Libertação - sua tese de doutoramento no Princeton Theological Seminary.
A primeira participação católica no lançamento da Teologia da Libertação foi a publicação da Teologia da Revolução, em 1970, pelo teólogo belga radicado no Brasil José Comblin. Em 1971, Gustavo Gutiérrez publicou Teologia da Libertação. Somente em 1972, Leonardo Boff surge no cenário teológico com a publicação de Jesus Cristo Libertador. Como Rubem Alves estava asilado nos EUA neste período, Boff passou a ser o mais conhecido representante desta corrente teológica que vivia no Brasil, devido à proteção recebida pela ordem dos franciscanos, à qual ele pertencia.
O método destas teologias é indutivo: não parte da Revelação e da Tradição eclesial para fazer interpretações teológicas e aplicá-las à realidade, mas partem da interpretação da realidade da pobreza e exclusão e do compromisso com a libertação para fazer a reflexão teológica e convidar à ação transformadora desta mesma realidade. Ocorre também uma crítica à teologia moderna e sua pretensão de universalidade. Consideram esta teologia eurocêntrica e desconectada da realidade dos países periféricos.

## Declínio
Alguns setores mais conservadores da Igreja Católica oponentes à teologia da libertação, e outros como a Renovação Carismática Católica chegam a afirmar que a Teologia da Libertação enfrenta um acentuado declínio nos últimos anos: "Quando um movimento ou instituição teima em garantir que está vivo é porque morreu e virou fantasma. A teologia da libertação já passou." Os motivos desse declínio dever-se-iam a perseguições, morte e envelhecimento de expoentes dessa corrente e a baixa adesão das novas gerações.

## Reabilitação
A posição do Vaticano diante da Teologia da Libertação mudou sensivelmente desde a eleição do Papa Francisco, já que ele mesmo se formou na Argentina na "Teologia do Povo". Pouco depois de assumir o cargo, o Papa Francisco recebeu a 11 de setembro de 2013 ao padre dominicano Gustavo Gutiérrez, em um gesto visto por algumas pessoas como "um passo para a reabilitação total da Teologia da Libertação".
Em 2004, o cardeal Gerhard Ludwig Müller e Gustavo Gutiérrez publicaram um livro na Alemanha, Pobres e para os Pobres. Müller foi nomeado em 2012 como prefeito da Congregação para a Doutrina da Fé, e em 2014 foi reimpresso seu livro em italiano, com prólogo do proprio Papa Francisco, abrindo o caminho para o que alguns especialistas consideram como uma "Teologia da Libertação normalizada", o que agora causa uma atenção considerável.
No dia 3 de fevereiro de 2015 o Papa Francisco aprovou o decreto de beatificação da Congregação para as Causas dos Santos, que declarou ao arcebispo de San Salvador, Óscar Romero, mártir da Igreja, assassinado por «ódio à fé». Dom Romero defendia ativamente a "opção preferencial pelos pobres" e tornou-se um dos símbolos da Teologia da Libertação na América Latina.
Por outro lado, em seu discurso aos dirigentes do Conselho Episcopal Latino-Americano (CELAM), durante a Jornada Mundial da Juventude no Rio de Janeiro, o Papa Francisco alertou para o risco da ideologização da mensagem evangélica quando a teologia toma como base as ciências sociais:
| “ | (...) esse método pode levar ao reducionismo socializante. É a ideologização mais fácil de descobrir. Em alguns momentos, foi muito forte. Trata-se de uma pretensão interpretativa com base em uma hermenêutica de acordo com as ciências sociais. | ” |

## Crítica
Acusa-se tal movimento de ser condescendente com a culpabilidade da Igreja, que segundo estudiosos, é bem menor do que julgam os promotores, e de deturpar o caminho divino, colocando-o em segundo plano diante da missão terrena de ajudar os pobres.[carece de fontes?]
Integrantes do movimento afirmam que este movimento sempre foi baseado em ideais de amor e libertação de todas as formas de opressão (especialmente opressão econômica). Também afirmam que ele teria uma forte base nas escrituras sacras. Por outro lado, alguns aspectos da teologia da libertação têm sido fortemente criticados pela Santa Sé e por várias igrejas protestantes, como por exemplo o fato dos adeptos da Teologia da Libertação defenderem um papel político significativo para as igrejas, e pela utilização do marxismo como base ideológica e metodológica do movimento.[ligação inativa]
Segundo o teólogo e ex-dominicano Matthew Fox, proibido, pelo então Cardeal Joseph Ratzinger, de ensinar a Teologia da Libertação e posteriormente expulso da ordem à qual pertencera por 34 anos, "a CIA esteve envolvida, especialmente com o Papa João Paulo II, no esmagamento da Teologia da Libertação em toda a América do Sul, substituindo líderes do movimento teológico que se deturpa da doutrina da Igreja Católica (explicado em sua totalidade pelo então Cardeal Joseph Ratzinger), inclusive bispos e cardeais, por integrantes da Opus Dei, uma prelazia pessoal fundada por São José Maria Escrivá".

### Posição da Igreja Católica
Na Igreja Católica, a Congregação para a Doutrina da Fé publicou dois documentos sobre esta teologia, Libertatis nuntius ("Instrução sobre alguns aspectos da Teologia da Libertação"), em 1984, e Libertatis Conscientia, de 1986,  embora nunca tenha condenado formal e definitivamente a Teologia da Libertação.
Os documentos, defendem a importância do compromisso radical para com os pobres, com ressalvas por fazer uma releitura marxista e de outras ideologias políticas da religião, por serem elas incompatíveis com a doutrina católica. Outros afirmam que o que ocorreu não foi uma crítica ou repressão ao movimento em si, mas sim correção de certos exageros de alguns de seus representantes (como sacerdotes mais tendentes à política). O Papa João Paulo II dirigiu uma carta à CNBB, em 9 de abril de 1986, pedindo o verdadeiro desenvolvimento desta teologia, ao excluir-se seus princípios incorretos:
A carta do Papa aos bispos brasileiros expressa, ainda: "Os pobres deste país, que tem nos senhores os seus pastores, os pobres deste continente são os primeiros a sentir urgente necessidade deste evangelho da libertação radical e integral. Sonegá-lo seria defraudá-los e desiludi-los." Para concluir, o texto incita ao verdadeiro desenvolvimento da Teologia da Libertação "de modo homogêneo e não heterogêneo com relação à teologia de todos os tempos, em plena fidelidade à doutrina da Igreja, atenta a um amor preferencial e não excludente nem exclusivo para com os pobres."
Assim a Igreja Católica rejeita qualquer doutrina que foque exclusivamente nos aspectos materiais do homem, e exclua Deus. Desse modo, o então Cardeal Ratzinger, no retiro espiritual que pregou ao Papa João Paulo II, e aos Cardeais em 1986, escreveu:
E perguntou o Cardeal Ratzinger, falando aos Cardeais: "Porventura não existe uma tendência, também entre nós, de adiar o anúncio da verdade de Deus, para antes fazer as coisas "mais necessárias"? Vemos, porém, que um desenvolvimento econômico sem desenvolvimento espiritual destrói o homem e o mundo".

### Relação com o Marxismo
A relação da teologia da libertação com o marxismo pode ser explicada a partir do conceito de Max Weber de afinidade eletiva. Esse conceito é articulado ao tema por Michael Löwy para analisar o surgimento da Teologia da Libertação, que se deu por meio de convergências, da eleição, da seleção de alguns aspectos e elementos do cristianismo e do marxismo em uma determinada circunstância histórica.
O cristianismo se aproxima do marxismo na década de 1960 na América Latina. Luigi Bordin contextualiza o período de rompimento com a teologia clássica: um período de fracasso do modelo econômico desenvolvimentista, de queda dos regimes populistas e ascensão dos setores populares da sociedade. Com o advento político de crises e cisões, uma tão importante instituição, a Igreja Católica, não poderia ficar imune. A teologia também sofreu uma crise, uma crise interna, de seus próprios ideais e fundamentos.
A teologia da libertação surge como resultado de uma prática libertadora de leigos, padres e bispos junto a movimentos sociais, prática que ganhou impulso a partir das conferências de Medelín e Puebla, auxiliando-os em questões também referentes a vida material. A exemplo, temos os trabalhos da Comissão Pastoral da Terra junto aos camponeses e sua luta pela reforma agrária e as populações indígenas pela demarcação de terras, ou das Comunidades Eclesiais de Base junto às favelas.
As convergências se deram além da análise da sociedade, pois dessa prática junto aos pobres surge a ideia que só por meio da luta dos mesmos se alcançaria a libertação, tal como no marxismo. A Revolução Sandinista é a expressão máxima dessa relação entre cristianismo e marxismo, no qual cristãos, leigos e parte do clero, não são aliados dos marxistas apenas estrategicamente, mas também compõem a vanguarda revolucionária sem abdicar sua religião.
Assim, a incorporação seletiva de aspectos do marxismo para a compreensão e ação na vida material ao cristianismo, fundamentado principalmente no Evangelho, que busca a libertação do homem confluem na teologia da libertação.

### Críticas a reposicionamentos
Clodovis Boff, professor da PUC/PR e importante teórico da Teologia da Libertação, irmão do teólogo ex-religioso Leonardo Boff, escreveu um longo artigo apontando importantes desvios na teologia da libertação. Sintetiza sua crítica em dois pontos: "a Teologia da Libertação (...) devido à sua ambiguidade epistemológica, acabou se desencaminhando: colocou os pobres em lugar de Cristo. Dessa inversão de fundo resultou um segundo equívoco: instrumentalização da fé "para" a libertação. Erros fatais, por comprometerem os bons frutos desta oportuna teologia."
Com o envelhecimento de seus mais importantes teólogos, vozes importantes de dentro do movimento passaram a apoiar o reposicionamento da Teologia da Libertação como Teologia da Cidadania.

## Fórum Mundial de Teologia e Libertação
Os teólogos da libertação atualmente reúnem-se no Fórum Mundial de Teologia e Libertação. Este fórum surgiu de um encontro de teólogos durante o III Fórum Social Mundial, em 2003. O primeiro Fórum Mundial ocorreu em Porto Alegre, em janeiro de 2005. O II Fórum ocorreu em janeiro de 2007 em Nairóbi, capital do Quênia, com o tema “Espiritualidade para outro mundo possível”. Estes Fóruns antecedem o Fórum Social Mundial (FSM). O último fórum ocorreu em Belém (Pará) de 21 a 25 de janeiro de 2009. Seu tema geral foi Água, Terra, Teologia - para outro mundo possível. A proposta do fórum é reunir teólogos e teólogas cristãs dos diversos continentes que trabalhem com o tema da libertação, em todas as suas dimensões, tornando-se "um espaço de encontro para reflexão teológica de alternativas e possibilidades de mundo, tendo em vista contribuir para a construção e uma rede mundial de teologias contextuais marcadas por perspectivas de libertação".
O IV Fórum Mundial de Teologia e Libertação foi realizada de 5 a 11 de fevereiro de 2011, em Dacar, Senegal, junto ao 10º Fórum Social Mundial. No evento estiveram presentes cerca de 110 teólogos e teólogas de diversas tradições religiosas e de diferentes partes do mundo, com o objetivo de promover o diálogo entre as religiões e as práticas sociais.

## Lista de teólogos da libertação
- Andrés Torres Queiruga
- Carlos Filipe Ximenes Belo
- Camilo Torres
- Carlos Mesters
- Clodovis Boff
- Domingos Barbé
- Elsa Tamez
- Enrique Dussel
- Ernesto Cardenal
- Erwin Kräutler
- Frei Betto
- Gustavo Gutiérrez Merino
- Hugo Assmann
- Ignacio Ellacuría
- Ivone Gebara
- Jean-Bertrand Aristide
- João Batista Libânio
- Jon Sobrino
- Jorge Pixley
- José Comblin
- Juan Luis Segundo
- Júlio Lancellotti
- Leonardo Boff
- Manuel Pérez Martínez
- Marcella Althaus-Reid
- Marcelo Barros
- Milton Schwantes
- Pablo Richard
- Pedro Casaldáliga
- Paulo Evaristo Arns
- Rosalvo Salgueiro
- Rubem Alves
- Samuel Ruiz